# فلمنكية
الفلمنكية وتسمى الهولندية الفلمنكية أو الهولندية البلجيكية أو النيذرلاندية البلجيكية أو الهولندية الجنوبية، هي مجموعة من لهجات اللغة الهولندية (النيذرلاندية) التي تستخدم في إقليم فلاندرز بشمالي بلجيكا، فضلا عن فلاندرز الفرنسية وفلاندرز الزيلندية الهولندية التي يستخدمها نحو 6.5 مليون شخص.